# Aleš Pitzmos
Aleš Pitzmos (* 26. března 1986) je český spisovatel, autor dobrodružných thrillerů, space opery a historických románů. Publikuje i pod pseudonymy Alec Palmer a Aleš Pospíchal. Odmaturoval na obchodní akademii, pracuje ve státní správě. V roce 2010 zvítězil s povídkou Singularita v literární soutěži Cena Karla Čapka v kategorii povídka.

## Dílo

### Dobrodružné thrillery
pseudonym Alec Palmer
- Démoni pralesa (Alpress, 2008)
- Ztracené město (Alpress, 2011)
- Srdce Sahary (Alpress, 2014)
- Kamenní strážci (Alpress, 2016)
- Poslední klíč (Alpress, 2019)

### Historické romány
pseudonym Aleš Pospíchal
- Znamení rodu (MOBA, 2010)
- Temnota rodu (MOBA, 2011)

### Sci-fi romány
- Světlo pulsaru (Brokilon, 2015)
- Záře supernovy (Brokilon, 2016)
- Jas kvasaru (Brokilon, 2017)
- Svit magnetaru (Brokilon, 2019)
- Třpyt strangeletu (Brokilon, 2020)

### Horory
- Synchronicita (Carcosa, 2021)